# Dominique (Regisseur)
Dominique ist der Name oder das Pseudonym eines französischen Regisseurs. In den 1920er Jahren war er neben Bernard Natan der bedeutendste Regisseur von pornografischen Filmen in Frankreich, wobei diese Rolle bei Natan mittlerweile in Zweifel gezogen wird.
Dominiques Filme spielen im kleinbürgerlichen Milieu. In seinen zum Teil realistischen Sujets beobachtet er seine meist lüsternen Helden und Heldinnen in zum Teil gefährlichen Nischen ihrer Alltagswelt, wo sie ihren sexuellen Gelüsten frönen. Die Filme tragen Namen wie A la Cuisine (1922), Les Modistes (1923), Le Prince et le Groom (1924) oder Après la Classe (1925).